# Kányaformák
A kányaformák (Milvinae) a madarak osztályának vágómadár-alakúak (Accipitriformes) rendjébe és a vágómadárfélék (Accipitridae) családjába tartozó alcsalád.

## Rendszerezés
- Harpagus  (Vigors, 1824) – 2 faj
  - rozsdásmellű fogaskánya (Harpagus bidentatus)
  - piroslábú fogaskánya (Harpagus diodon)

- Ictinia  (Vieillot, 1816) – 2 faj
  - hamvas sólyomhéja (Ictinia plumbea)
  - Mississippi-sólyomhéja (Ictinia mississippiensis)

- Rostrhamus  (Lesson, 1830) –  1 faj
  - szalagos csigászkánya (Rostrhamus sociabilis)

- Helicolestes  (Temminck, 1821) –  1 faj
  - horgascsőrű csigászkánya (Helicolestes hamatus) vagy (Rostrhamus hamatus)

- Haliastur  (Selby, 1840) 2 faj
  - brahmin kánya (Haliastur indus)
  - nyílfarkú kánya (Haliastur sphenurus)

- Milvus  (Lacepede, 1799) – 3 faj
  - barna kánya (Milvus migrans)
  - vörös kánya (Milvus milvus)
  - keleti barnakánya (Milvus lineatus)

- Lophoictinia  (Kaup, 1847) – 1 faj 
  - kontyos kánya (Lophoictinia isura)

- Hamirostra  (Brown, 1846) – 1 faj 
  - feketemellű kányasas (Hamirostra melanosternon)

## Képek

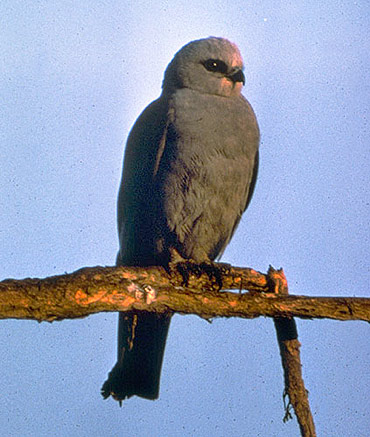
Sólyomhéja (Ictinia mississippiensis)
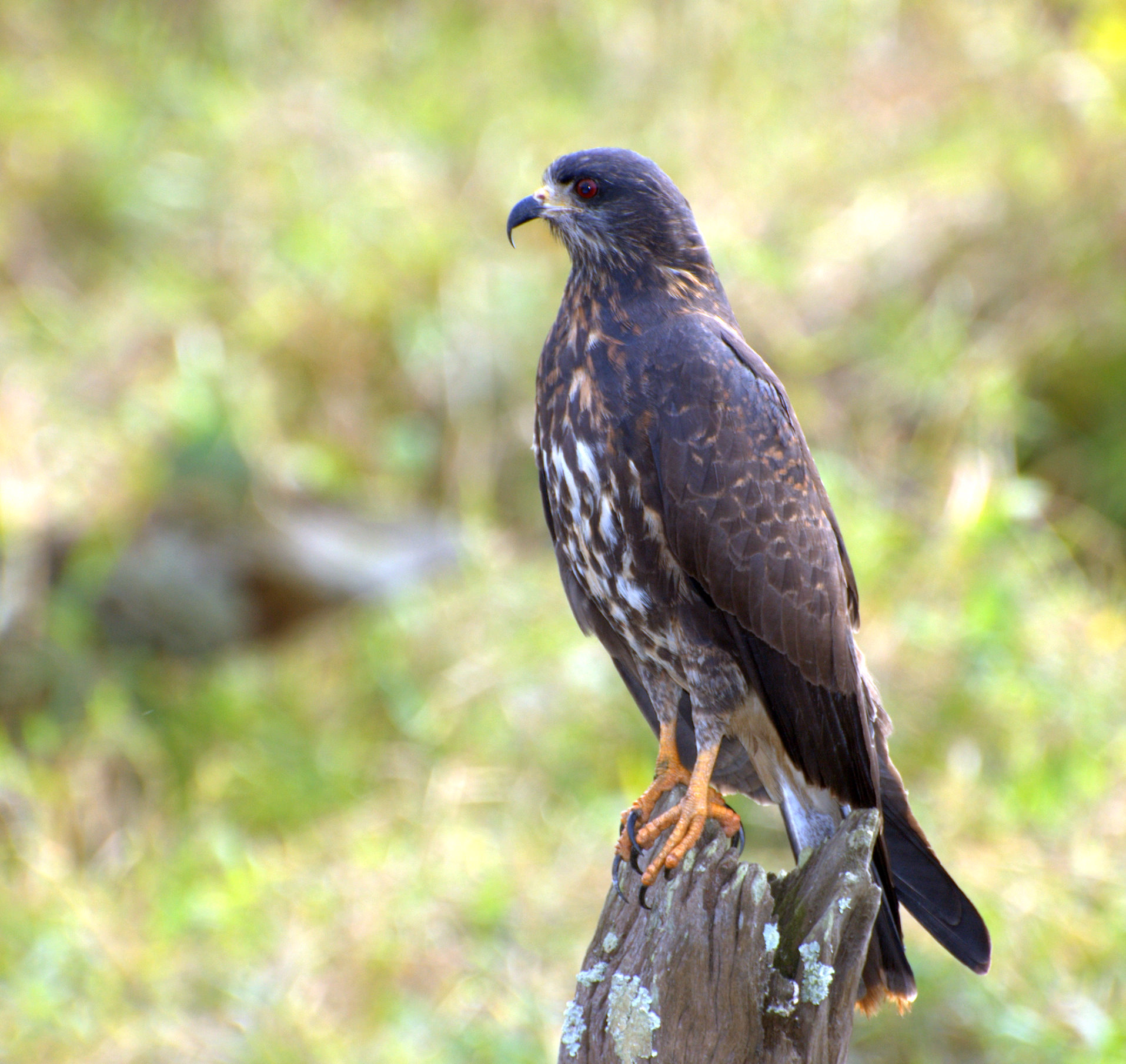
Szalagos csigászkánya (Rostrhamus sociabilis)
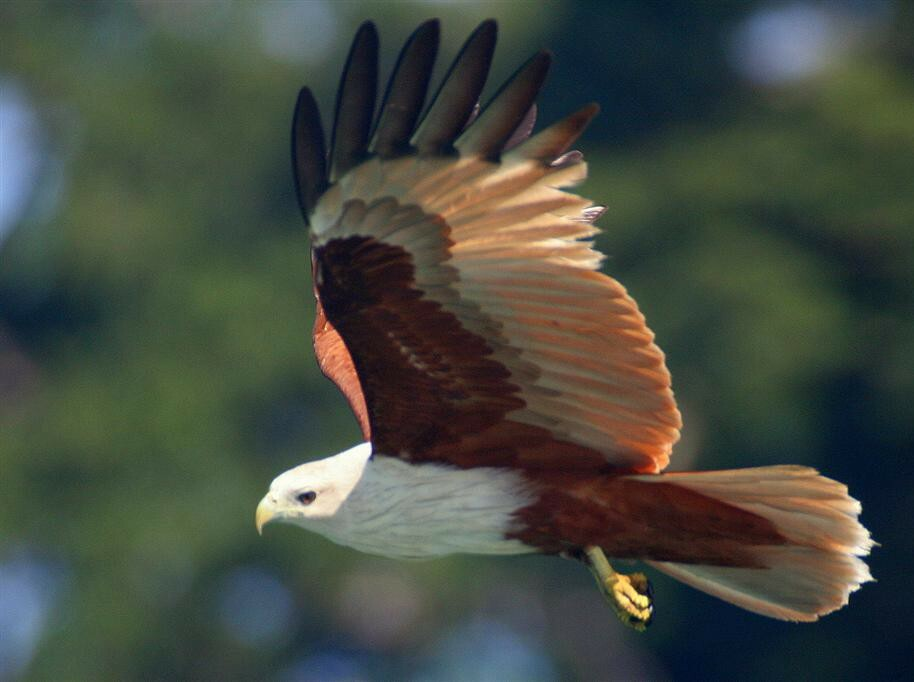
Brahmin kánya (Haliastur indus)
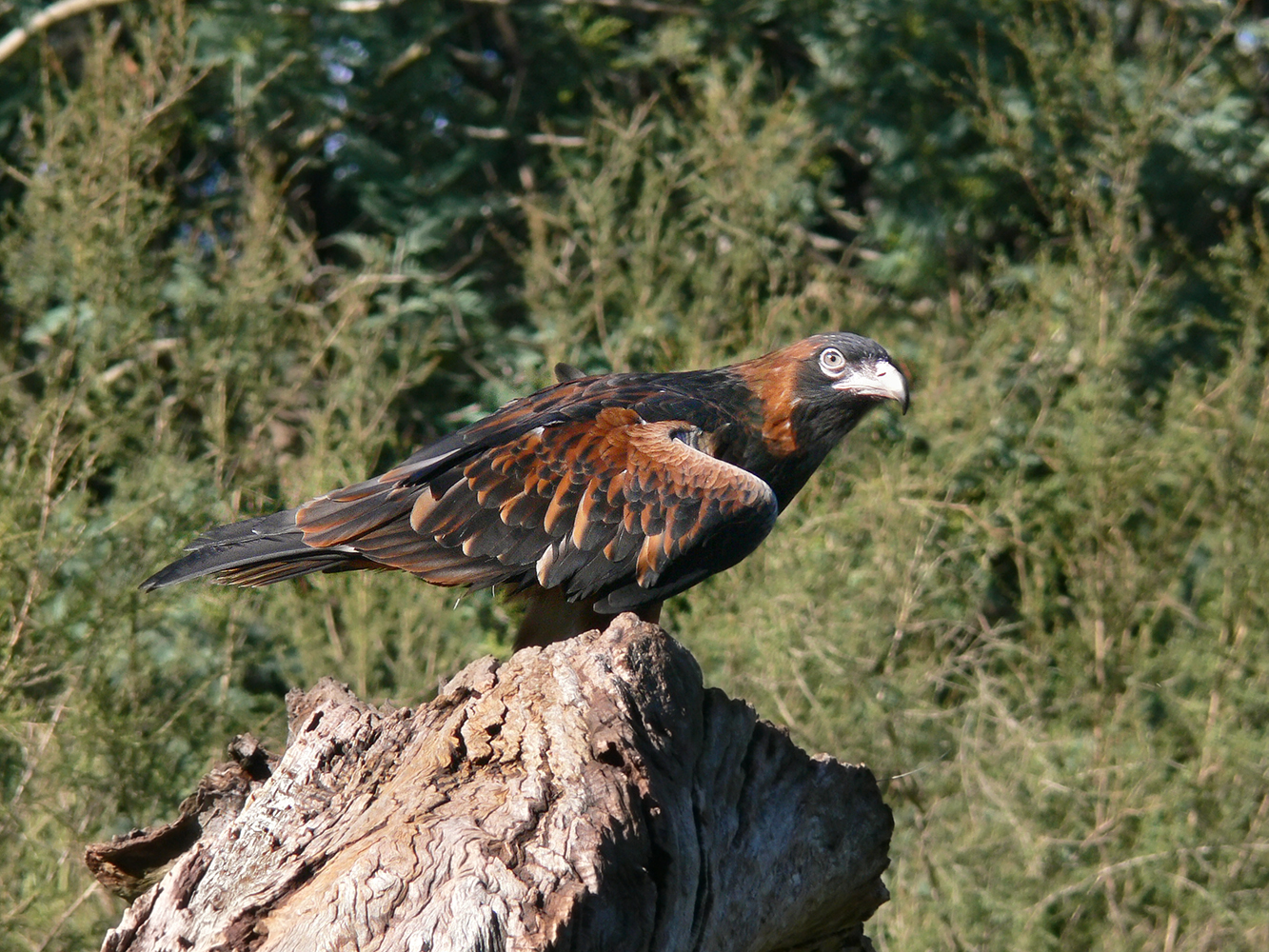
Feketemellű kányasas (Hamirostra melanosternon)